# Amt Eltville

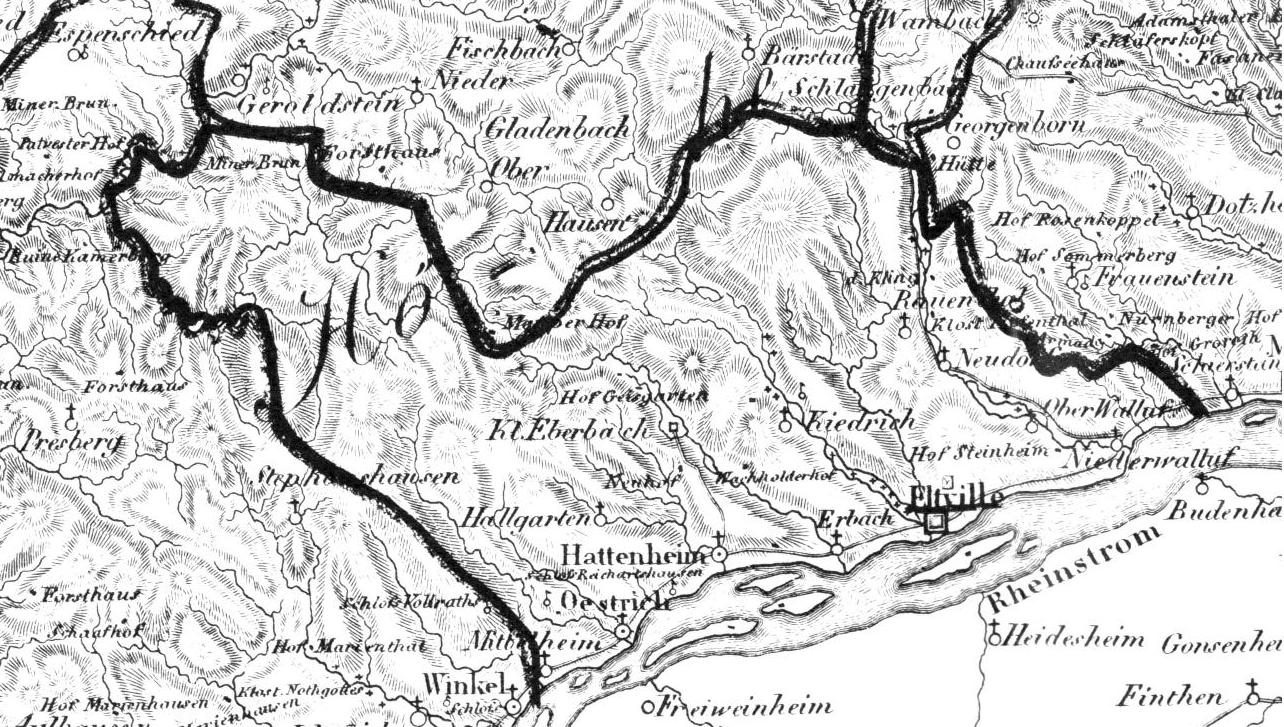
Karte des Amtes Eltville 1828

Das Amt Eltville mit Sitz in Eltville am Rhein war ein Verwaltungs- und Gerichtsbezirk in Kurmainzer und Nassau-Usingen im Heiligen Römischen Reich, sowie von 1806 bis 1866 ein herzoglich nassauisches Amt. Die Ämter hatten neben Verwaltungsaufgaben auch die Niedere Gerichtsbarkeit inne bzw. dienten später als erstinstanzliches Gericht. An ihrer Spitze stand ein vom jeweiligen Herrscher eingesetzter Amtmann.

## Geschichte

### Kurmainz
Eltville war Kerngebiet von Kurmainz. Im ausgehenden Mittelalter bildete sich auch in Eltville eine Amtsstruktur heraus. Als Nassau-Usingen infolge des Reichsdeputationshauptschlusses von 1803 durch Kurmainzer Gebiete, für durch die Napoleonische Kriege verlorenen Gebiete, entschädigt wurde, erhielt es unter anderem das Vizedomamt Rheingau mit Sitz in Eltville. Es bestand zu diesem Zeitpunkt auf den folgenden Einheiten:
1. Amtskellerei Eltville mit: Eltville, Hof Steinheim, Hof Drais, Greifenclauischer Hof, Oberwalluf, Niederwalluf, Erbach, Wachholder Hof und Schützenhaus, Neudorf, Rauenthal, Klinger Schützenhaus, Tiefenthal Kloster, Kiedrich, Hattenheim, Erbach, Kloster, Hof Neuhof, Hof Gaisgarten, Mittelheim, Oestrich, Kloster Gottesthal, Schloss Reichartshausen, Hallgarten, Niedergladbach mit der Filiale Obergladbach, Schlangenbad und Gerolstein. Dieses Amt wurde zunächst unverändert übernommen.
2. Amtskellerei Rüdesheim: Sie wurde als eigenes Amt übernommen.

### Nassau-Usingen und Herzogtum Nassau
Das Amt Eltville unterstand anfangs der Regierung zu Wiesbaden. Die Ebene der Ämter blieb zunächst unverändert und entsprach der Einteilung der Vorgängerterritorien.
Im Jahr 1806 entstand unter Druck Napoleons der Rheinbund und besiegelte das Ende des Heiligen Römischen Reiches. Nassau-Usingen und Nassau-Weilburg traten dem Rheinbund bei. Im Gegenzug dafür erhielt Friedrich August, der Älteste des Hauses Nassau, den Titel eines souveränen Herzogs von Nassau. Die beiden Herrscher entschieden, die beiden Territorien unter dem gemeinsamen Namen Herzogtum Nassau zusammenzulegen.
Das Herzogtum bestand anfangs aus 63 Ämtern. 1806 bis 1809 wurde eine erste Konsolidierung der mittleren Verwaltungsebene vorgenommen die jetzt aus dem Regierungsbezirk Wiesbaden (mit dem Amt Eltville) und den Regierungsbezirken Ehrenbreitstein und Weilburg bestand. Auf Ebene der Ämter erfolgten bis 1816 eine Reihe von Zusammenlegungen. 1812 gab es noch 48 Ämter. Das Amt Eltville gehörte danach zum Regierungsbezirk Wiesbaden und bestand danach aus den Kirchspielen Eltville, Erbach, Frauenstein, Hallgarten, Hattenheim, Kiedrich, Mittelheim, Neudorf, Niedergladbach, Niederwalluf, Oberwalluf, Oestrich und Rauenthal mit dem Nassauischen Teil von Schlangenbad.
Nach den Befreiungskriegen wurde Deutschland und damit auch Nassau abermals neu geordnet. Im Wiener Kongress wurden 1816 darüber hinaus umfangreiche Gebietstausche mit Preußen und kleinere mit dem Kurfürstentum Hessen und dem Großherzogtum Hessen vereinbart. Danach war das Amt Eltville eines von 28 Ämtern im Herzogtum Nassau, die am 1. Juli 1816 zum Zwecke der lokalen Verwaltung geschaffen wurden. An der Spitze des Amtes stand als örtlicher Statthalter des Herzogs ein Amtmann. Die mittlere Verwaltungsebene der Regierungen wurde abgeschafft.
Zum Amt Eltville gehörten folgende 11 Ortschaften:
- die ehemals Kurmainzischen Orte Eltville am Rhein, Erbach (Rheingau), Hallgarten, Hattenheim, Kiedrich, Mittelheim, Neudorf, Niederwalluf, Oberwalluf, Oestrich (Rheingau), Rauenthal

Der Staats- und Adreß-Handbuch des Herzogthums Nassau 1822/23 gibt folgendes an:
1. Flächen: 29.360 Steuernormalmorgen  (wobei ein Morgen entsprechen 2500 m²), mit 131 Morgen Gebäudestellen, 151 Morgen Gartenland, 5092 Morgen Ackerland, 1370 Morgen Wiesen, 3067 Morgen Weinberge, 16.692 Morgen Hochwald, 1727 Morgen Niederwald, 436 Morgen Trieschland (abwechselnde 3- bis 5-jährige Acker- und 10- bis 20-jährige Wiesennutzung, Weideplätze etc.), 664 Morgen nicht besteuerte Liegenschaften.
2. Gemeinden: 11 Gemeindebezirke bestehend aus einer Stadt, 2 Flecken, 8 Dörfern und 62 Hőfen und Mühlen.
3. Bevölkerung: 10.227 Einwohner in 2287 Familien, davon 175 evangelisch christliche, 9932 Katholiken, 11 Mennoniten und 109 Juden.
4. Viehstand: 178 Pferde, 12 Esel und Maulesel, 3142 Stück Rindvieh, 3 Schafe, 258 Schweine, 15 Ziegen und 100 Bienenstöcke.
5. Einfacher Jahressteuersatz (Steuersimplus, kann auch mehrfach erhoben werden): 6732 fl. 51 kr.
6. Amtsgemeinden:
  1. Eltville, Stadt: 1831 Einwohner in 411 Familien; „Stadt und Amtssitz, Höfe: Steinheim und Drais, Capellhof, sechs Mühlen.“
  2. Erbach: 983 Einwohner in 221 Familien; „Landhaus des Grafen von Westphalen, Wachholderhof, Busenheimer Schützenhaus.“
  3. Hallgarten: 953 Einwohner in 210 Familien; „Mapper Schützenhaus und die Heinrichs Mühle im Ort.“
  4. Hattenheim, Flecken: 953 Einwohner in 217 Familien; „das Corrections- und Irrenhaus in dem vormaligen Kloster Eberbach, die Höfe: Neuhof und Geisgarten, die beiden Kisselmühlen, die Bargische Mühle und die Mühle im Kloster Eberbach.“
  5. Kiedrich: 1181 Einwohner in 254 Familien; „Schütenhaus am Bollwerk, die Mönchs-, Langwerthsche- und Herbersche-, zwei Rittersche-, Ankermüllersche-, Gemeinde-, von Bassenheimsche-, Moosische-, Schreibersche-, nebst den drei Schleifmühlen.“
  6. Mittelheim: 416 Einwohner in 90 Familien; „die von Greifenklausche Mühle.“
  7. Neudorf: 530 Einwohner in 129 Familien; „Neudorf die Kindlingersche Mühle-“
  8. Niederwalluff: 776 Einwohner in 177 Familien; „die Krausische-, Kornsche-, Spechtische-, Gräflich onv Elzische- und Bugs-Mühle.“
  9. Oberwalluff: 281 Einwohner in 61 Familien; „die Arnetsche-, Kriegersche-, Gehmsche-, Schmidtsche- und Fiederesche-Mühle, mit einer Oelmühle.“
  10. Oestrich: 1580 Einwohner in 366 Familien; „das Schloß Reichartshausen, das vormalige Kloster Gottesthal, die Nicolaische-, Pfingst- untere und Obere Kloster-, Rittelersche- und im Orte die Buttoronische-Mühle.“
  11. Rauenthal: 751 Einwohner in 159 Familien; „das vormalige Kloster Tiefenthal, das Klinger Schützenhaus, die Beringers-, Münchs-, Wintersche-, Planzsche-, Unachsche- und Kollaßsche-Mühle und Papiermühle.“

Ab 1831 nahm das Amt auch die Funktion eines Rheinzollgerichtes wahr.
Im Jahr 1836 wurde das Amt Eltville wie folgt beschrieben:

„Das Amt Eltville, welches einen Flächenraum von 41.313 Morgen hat, von welchen 182 Morgen Gebäudestellen, 248 Morgen Gärten, 7.450 Morgen Ackerland, 2.047 Morgen Wiesen, 4.466 Morgen Weinberge, 25.428 Morgen Waldungen, 496 Morgen Dreschland und Waideplätze und 996 Morgen nicht besteuerte Liegenschaften sind. In den 1.580 Wohnhäusern leben 2.824 Familien oder 11.892 Menschen, von welchen 381 Evangelische, 11.400 Katholiken, 20 Mennoniten und 91 Juden sind.
   Eltville oder Ellfeld, einst Alta villa, unter 25° 47' Länge und 50° 1' 40" Breite, rechts am Reine hübsch gelegene und gut gebauete kleine Stadt mit etwa 400 Häusern und 2.100 Einwohnern. Diese Stadt ist der Hauptort des berühmten weinreichen Reingaues.
   Erbach, 1⁄4 Meile westlich von Eltville, rechts am Reine, Dorf mit dem Landhause des Grafen von Westfalen und 1.160 Einwohnern.
   Hallgarten 3⁄4 Meilen westwärts von Eltville, im Reingaue, am Limensbache, Dorf mit 1.055 Einwohnern.
   Hattenheim, unter 25° 44' Länge und 50° 1' 12" Breite, rechts am Reine, Flecken mit einem Besserungs- und Irrenhause und 1.234 Einwohnern.
   Kiedrich, 5⁄8 Meilen nordwestlich von Eltville, in einem Thale des Reingaues, Dorf mit 11 Mahlmühlen und beinahe 1.300 Einwohnern. Im Norden des Ortes, liegen auf einem Berge, die Trümmer der alten Ritterburg Scharfenstein.
    Nieder-Walluf, 3⁄8 Meilen östlich von Eltville, rechts am Reine, schön gelegenes Dorf mit 825 Einwohnern. Das Dorf Ober-Walluf welches sich nordwestlich an Nieder Walluf anschließt, hat nur 340 Einwohner.
   Oestrich, unter 25° 42' Länge und 50° 0' 50" Breite, rechts am Reine, Flecken mit dem Schlosse Rechartshausen und 2.066 Einwohnern.
   Rauenthal, 1⁄2 Meile nördlich von Eltville, Dorf mit mehren Mühlen und 810 Einwohnern.“

Der Staats- und Adreß-Handbuch des Herzogthums Nassau. 1847 gibt folgendes an:
1. Flächengehalt: 42.313 Steuernormalmorgen, nämlich 182 M. Gebäudestellen, 248 M. Gartenland, 7450 M. Ackerland, 2047 M. Wiesen, 4460 M. Weinberge, 25.428 M. Waldungen, 496 M. Trieschland und Weideplätze etc., 996 M. nicht besteuerte Liegenschaften.
2. Politische Eintheilung: 11 Gemeindebezirke, bestehend aus 1 Stadt, 2 Flecken und 8 Ortschaften, mit 18 Höfen und einzelnen Landhäusern, 1 Ziegelbrennerei und 38 Mühlen.
3. Bevölkerung: 2862 Familien in 1698 Wohnhäusern und 12,278 Einwohner, nämlich 286 evangelisch-christliche, 11882 Katholiken, 15 Mennoniten und 95 Juden.
4. Viehbestand: 281 Pferde, 8 Esel und Maulesel, 2961 Stück Rindvieh, 320 Schaafe, 597 Schweine, 360 Ziegen und 179 Bienenstöcke.
5. Gewerbe: 46 Bäcker, 9 Bader, 4 Bierbrauer, 7 Blechschmiede, 31 Branntweinbrenner, 2 Buchbinder, 2 Drechsler, 2 Essigsieder, 4 Fabriken, 1 Gärtner, 7 Glaser, 1 Glockengießer, 1 Gold- und Silberarbeiter, 26 Grobschmiere, 604 Gutsbesitzer, 2 Häfner, 1 Hutmacher, 1 Kalkbrenner, 2 Kappenmacher, 57 Klein- und Großhändler, 26 Kleinkrämer, 1 Knopfmacher, 60 Küfer, 18 Leinenweber, 1 Lithograph, 1 Lohgerber, 7 Makler, 39 Mahlmühlen, 25 Maurer, 29 Metzger, 3 Mühlärzte, 1 Musikant, 1 Nähschule, 5 Nagelschmiede, 5 Oelmühlen, 1 Papiermacher, 1 Pflasterer, 56 Pferdeverleiher und Hauderer, 3 Putzmacherinnen, 6 Sattler, 1 Scheerenschleifer, 12 Schieferdecker, 29 Schiffer, 2 Schiffbauer, 7 Schlosser, 46 Schneider, 1 Schneidemühle, 1 Schornsteinfeger, 39 Schreiner, 75 Schuhmacher, 4 Seifensieder, 4 Seiler, 1 Spediteur, 670 Taglöhner, 2 Tapezirer, 7 Tüncher und Weißbinder, 3 Uhrmacher, 22 Wagner, 673 Weingutsbesitzer, 82 Wirthe, 1 Ziegelbrenner, 14 Zimmerleute etc.
6. Betrag eines Steuersimplums: 9678  fl. 10 kr., nämlich 6233 fl. 29 kr. Grund-, 525 fl. 5 kr. Gebäude- und 2278 fl. 21 kr. Gewerbsteuer.
7. Amtmann: Justizrath Christian Ludwig Wendenbach.

Nach der Märzrevolution 1848 wurde die Verwaltung neu geordnet. Mit Gesetz vom 4. April 1849 wurden in Nassau Verwaltung und Rechtsprechung auf unterer Ebene getrennt. Die Reform trat zum 1. Juli 1849 in Kraft. Für die Verwaltung wurden 10 Kreisämter gebildet, die Ämter als Justizämter (also Gerichte der ersten Instanz) weitergeführt. Die Verwaltungsaufgaben des Amtes Eltville wurden vom Kreisamt Rüdesheim wahrgenommen, die Rechtsprechung vom Justizamt Eltville. Die Reform wurde jedoch bereits am 1. Oktober 1854 wieder rückgängig gemacht, die Kreise wieder abgeschafft und die vorigen Ämter wiederhergestellt.
Kurz vor der Annektierung durch Preußen gibt des Staats- und Adreß-Handbuch des Herzogthums Nassau. 1866 folgendes an:
1. Flächengehalt: 41.791 Morgen, nämlich 210 M. Gebäudestellen, 276 M. Gartenland, 7552 M. Ackerland, 2068 M. Wiesen, 4452 M. Weinberge, 25.588 M Waldungen, 413 M. Trieschland und Weideplätze etc., 1232 M. nicht besteuerte Liegenschaften.
2. Politische Eintheilung: 11 Gemeindebezirke, bestehend aus 1 Stadt, 2 Flecken und 8 Ortschaften, mit 18 Höfen und einzelnen Landhäusern, 1 Ziegelbrennerei und 39 Mühlen; 5 Eisenstein-, 8 Dachschiefergruben, 4 Thon- und 2 Schwerspathgruben.
3. Bevölkerung, nach der Zählung am Schlüsse des Jahres 1865: 3056 Familien in 1806 Wohnhäusern, und 13.096 Einwohner, nämlich: 754 evangelisch-christliche, 12.225 Katholiken, 15 Mennoniten und 102 Juden.
4. Viehstand: 319 Pferde, 4 Esel und Maulesel, 2959 Stück Rindvieh, 196 Schaafe, 991 Schweine, 572 Ziegen und 197 Bienenstöcke.
5. Gewerbe: 42 Bäcker, 11 Bader, 6 Bierbrauer, 7 Blechschmiede, 18 Branntweinbrenner, 3 Buchbinder, 1 Buchhändler, 3 Drechsler, 2 Essigsieder, 2 Fabriken, 1 Feilenhauer, 2 Fischer, 2 Gärtner, 6 Glaser, ein Gold- und Silberarbeiter, 36 Grobschmiede, 805 Gutsbesitzer, ein Häfner, ein Hutmacher, 2 Kalkbrenner, 3 Kappenmacher, 40 Klein- und Großhändler, 27 Kleinkrämer, 6 Konditoren, ein Korbmacher, 45 Küfer, 1 Lackirer, 13 Leinenweber, ein Lithograph, 5 Makler, 38 Mahlmüller, 41 Maurer, 34 Metzger, 3 Mühlärzte, 15 Musikanten, 3 Nagelschmiede, 3 Oelmüller, 1 Pflasterer, 35 Pferdeverleiher und Hauderer, ein Pumpenmacher, eine Putzmacherin, 5 Sattler, 8 Schieferdecker, 15 Schiffer, 10 Schiffbauer, 11 Schlosser, 39 Schneider, 3 Schneidmüller, 2 Schornsteinfeger, 42 Schreiner, 74  Schuhmacher, 2 Seifensieder, 1 Seiler, 3 Steinhauer, 665 Taglöhner, 2 Tapezirer, 8 Tüncher und Weißbinder, 3 Uhrmacher, 18  Wagner, 703 Weingutsbesitzer, 98 Wirthe, 7 Ziegelbrenner, 14 Zimmerleute, 2 Zinngießer etc.
6. Betrag eines Steuersimplums: 10.109 fl. 35 kr., nämlich: 7423 fl. 16 kr. Grund- und Gebäudesteuer und 2696 fl. 18 kr. Gewerbsteuer.
7. Amtmann: Karl Reden.
8. Amtsortschaften:

| Amtsgemeinde | Fam- ilien | Ein- wohner |
| --- | ---------- | ----------- |
| 1. Eltville, Stadt und Amtssitz; Landhaus des Grafen v. Grünne, vereint mit dem ehemals von Greiffenclauischen Hofe, nunmehr Rheinberg genannt, Landhaus des A. Marix, Landhaus Julienheim, Höfe Steinheim und Drais, Hof Sicambria, die Mühle des Lorenz Krieger und des Andreas Moog. | 550        | 2217        |
| 2. Erbach, Landhaus Reinhardshausen, Wachholderhof, Erbacher Forsthaus, Heil- und Pflegeanstalt Eichberg. |            |             |
| 3. Hallgarten, Mapper Schüßenhaus. | 279        | 1144        |
| 4. Hattenheim, Flecken, das Correctionshaus in dem vormaligen Kloster Eberbach, mit zwei darin befindlichen Mühlen, die Höfe Neuhof und Gaisgarten, die beiden Kisselmühlen, die Mühle der Wittwe Barz.                                                                                 | 246        | 1284        |
| 5. Kiedrich, 11 Mahlmühlen, eine Oelmühle und 2 Wohnhäuser. | 345        | 1350        |
| 6. Mittelheim, die von Greiffenclauische Mühle. | 100        | 410         |
| 7. Neudorf, die Kindlinger'sche Mühle. | 158        | 636         |
| 8. Niederwalluf, die Kerbers-, Bugs- und Fafortsmühle und eine Ziegelbrennerei. | 257        | 1163        |
| 9. Oberwalluf, die Arnet'sche, Krieger'sche, Gehm'sche, Schmidt'sche und Fiederer'sche Mühle. | 79         | 394         |
| 10. Oestrich, Flecken, das Gräflich von Schönborn'sche Schloß Reichardshausen, das Herber'sche Hofhaus mit Oelmühle, die Behringer'sche Lohmühle, die Fittler'sche und von Greiffenclau'sche Mühle.                                                                                     | 413        | 1779        |
| 11. Rauenthal, das vormalige Kloster Tiefenthal mit einer Oel- und Knochenmühle, die Beringers-, Münchs-, Pflanz'sche, Kolaß’ſche und die Klingenmühle an dem Schlangenbader Bach. | 282        | 974         |

### Preußen
Mit der Annexion Nassaus durch Preußen werden auch die Ämter in ihrer alten Form aufgelöst und durch Kreise ersetzt. Das Amt Eltville bildet 1867 gemeinsam mit dem Amt Rüdesheim, dem Amt St. Goarshausen und dem Amt Braubach den Rheingaukreis. Erst im Rahmen dieser Neuordnung werden Verwaltung und Rechtsprechung getrennt. Für die Rechtsprechung in erster Instanz, die bisher durch das Amt vorgenommen wurde, wurde, zunächst die richterlichen Beamte in den Ämtern zuständig und zum 1. September 1867 das Amtsgericht Eltville gebildet.
Aber auch nach der Kreisgründung bleibt die bisherige Amtsstruktur erhalten. Die Königliche Verordnung vom 22. Februar 1867 regelte: „Die Amtsbezirke als engere Verwaltungsbezirke in ihrer bisherigen Begrenzung bestehen.“ Die ehemaligen Ämter bilden die drei Bezirke des Kreises. Gemäß § 13 der Kreisverfassung entsendeten die Bezirke also die ehemaligen Ämter jeweils sechs Vertreter in den neuen Kreistag. Der Amtmann hatte die Aufsicht über die Ortspolizei und Organ des Landrates.
Mit der Verwaltungsreform von 1885/1886 wurden die Ämter endgültig aufgelöst.

## Amtmänner
Folgende Amtmänner waren in Eltville tätig:
- 1805–1815: Georg Herber
- 1816–1832: Heinrich von Graß
- 1832–1841: Friedrich Jacob Christian Büsgen
- 1841–1849: Christian Ludwig Wen(c)kenbach
- 1854–1859: Wilhelm Rullmann
- 1859–1865: Johann Friedrich Henrich Wilhelm Held
- 1865–1869: Carl Joseph Recken
- 1869–1886 Alexander Carl Wilhelm Christian Westerburg (I)